# Бутјадинген
Бутјадинген (њем. Butjadingen) општина је у њемачкој савезној држави Доња Саксонија. Једно је од 9 општинских средишта округа Везермарш. Према процјени из 2010. у општини је живјело 6.389 становника. Посједује регионалну шифру (AGS) 3461003.

## Географски и демографски подаци
Бутјадинген се налази у савезној држави Доња Саксонија у округу Везермарш. Општина се налази на надморској висини од 2 метра. Површина општине износи 129,0 km². У самом мјесту је, према процјени из 2010. године, живјело 6.389 становника. Просјечна густина становништва износи 50 становника/km².